# Аман (ислам)
Ама́н (араб. امان‎ — «безопасность») — гарантия безопасности, которую мусульманин дает немусульманину или врагу. В Коране вместо термина аман употребляется слово дживар («покровительство», «обязательство защиты»). В посланиях Мухаммада к арабским племенам наряду с дживар в том же значении употребляется зимма (см. зимми). В отличие от зимма, аман является актом пощады без определения дальнейших взаимных обязательств.
Впервые аман в смысле гарантии неприкосновенности жизни и имущества завоеванных встречается в договоре Халида ибн аль-Валида с Дамаском, заключённом в  634 году. Отдельный мусульманин может дать аман только одному или нескольким точно определённым лицам, а имам или его уполномоченный могут дать аман всему населению города или его гарнизону. Лишить амана может только тот, кто его предоставил. Во время завоевательных войн аман был исходным моментом заключения мирного договора (сульх). В форме охранного письма он использовался как документ, гарантирующий безопасное пребывание немусульманина (паломника, купца и так далее) в мусульманской стране. Эта форма амана стала основой для установления договорных отношений европейских стран с Османской империей. В позднее Средневековье аманом называлась просьба о пощаде, выкрикиваемая при сдаче в плен.